# Родовища графіту
Родовища графіту — розрізняють магматичні, пегматитові та скарнові родовища високоякісного кристалічного графіту. Основне значення в світовому балансі графітової сировини мають метаморфогенні родовища, представлені тілами вкраплених руд лускатого графіту в гнейсах, кристалічних сланцях та інших, як правило, докембрійських, метаморфічних утвореннях, а також шаровими покладами та лінзами переважно аморфного графіту.
В цілому можна говорити про три найголовніші світові геолого-промислові типи родовищ графіту:
1. Неправильні тіла, лінзи, штоки та жили багатих руд щільнокристалічного графіту у магматичних, пегматитових, скарнових і метаморфічних кристалічних породах. Це родовища США, Індії, Бразилії, Японії, Норвегії, Шрі-Ланки, а також Ботогольське родовище в Росії.
2. Пластові поклади та лінзи метаморфічних вкраплених руд лускатого графіту в глибокометаморфізованих породах переважно докембрійського віку. В складі цього типу — родовища Українського щита (Заваліївське та ін.) в Україні, родовища Уралу, Карелії, Чехії, США (штати Нью-Йорк, Пенсильванія, Алабама, Техас), острова Мадагаскар та ін.
3. Пластові поклади та лінзи багатих руд прихованокристалічного (аморфного) графіту в стратифікованих осадових товщах різного віку, утворені за рахунок контактного метаморфізму вугільних пластів та бітумів. Прикладами цього типу є родовища Тунгуського басейну в Росії (Красноярський край), штату Сонора в Мексиці, Австрії, республіки Корея та КНДР.

Численні промислові залягання лускатого графіту української графітоносної провінції пов'язані з архейськими утвореннями Тетерево-Бузької серії у складі Українського кристалічного масиву. Ця серія складена дуже дислокованими амфіболітами, амфіболовими, плагіоклазовими, піроксеновими і гранатовими гнейсами, кварцитами і кристалічними вапняками. В межах провінції виділяють три рудних райони: Прибузький (по ріках Тетерев і Буг; Буртинське графітове родовище), Криворізький (по річці Інгулець; Петрівське графітове родовище) і Приазовський (вздовж узбережжя Азовського моря; Старокримське родовище графіту). Всі родовища провінції мають велику промислову цінність, завдяки високій якості графіту, великим масштабам оруднення, легкості збагачення руд і можливості відкритої розробки.